# Колісник Микита Станіславович
Мики́та Станісла́вович Колі́сник — український військовослужбовець, солдат Національної гвардії України, учасник російсько-української війни, що відзначився у ході російського вторгнення в Україну. Герой України (посмертно).

## Життєпис
Микита народився 10 вересня 1999 року у місті Ізюмі. За чотири роки родина переїхала до селища Вільшани, що на Харківщині. 2017-го закінчив школу, працював на одному з місцевих підприємств, активно займався спортом. 
У грудні 2019 року призваний на строкову військову службу, до складу 3-ї бригади оперативного призначення імені полковника Петра Болбочана Національної гвардії України. Уже у квітні 2020 року Микита уклав контракт про проходження військової служби, а у травні вирушив у перше бойове відрядження до району проведення операції Об'єднаних сил.
Під час російського вторгнення в Україну обіймав посаду стрільця, проте за власним бажанням пройшов підготовку та був призначений снайпером. Крім штатної зброї, відмінно володів кулеметом та гранатометом.
У січні 2023 року М. Колісника направили у складі бригади для посилення оборонних рубежів до м. Бахмут Донецької області. На цьому напрямку неодноразово відзначився під час бойових зіткнень із противником. Особисто солдат М. Колісник ліквідував 39 російських військовиків; групу ворожого десанту, що перебувала у бронетранспортері; підбив БТР-82А та БМП; рятував життя поранених побратимів.
15 січня 2023 року в м. Бахмут М. Колісник вступив у виснажливий бій, під час якого ліквідував 11 військовиків противника та дві БМП. У ході бою зазнав поранення, несумісного з життям. Загинув у віці 23 років.

## Нагороди
- Звання Герой України з удостоєнням ордена «Золота Зірка» (23 серпня 2024, посмертно) — за особисту мужність і героїзм, виявлені у захисті державного суверенітету та територіальної цілісності України, самовіддане служіння Українському народові [3].